# Petithéâtre de Sion
 (février 2024).
Si vous disposez d'ouvrages ou d'articles de référence ou si vous connaissez des sites web de qualité traitant du thème abordé ici, merci de compléter l'article en donnant les références utiles à sa vérifiabilité et en les liant à la section « Notes et références ».
Le Petithéâtre de Sion est un théâtre de création situé au cœur de la vieille ville de Sion, en Valais. Fondé en 1975 sous l’impulsion de Jacques de Torrenté, Jacques Guhl, Christian Holzer et Franco Cibrario, ce lieu est – depuis ses débuts – consacré à la création scénique contemporaine et offre un espace d'expression pour les artistes de la région.
Depuis 2021, la salle fait partie, avec son voisin le théâtre de Valère, du pôle théâtrale Le Spot,.

## Le bâtiment
Sis aujourd'hui en vieille-ville à la rue du Vieux-Collège à Sion, dans l’ancien bâtiment de la Petite Chancellerie, le Petithéâtre compte une jauge public de 60 places et un plateau de 6 mètres d’ouverture sur 8 de profondeur couvert par une voûte en pierres apparentes dont le faîte culmine à près de 5 mètres.
À l’étage, un foyer permet l’accueil des spectateurs qui y retrouvent la billetterie, le bar et les commodités. Des loges pour les compagnies y sont attenantes, un escalier à vis permet de rejoindre le plateau ou d’accéder au grenier en mezzanine, qui sert d'espace de stockage.

## Histoire
Le Petithéâtre est un théâtre de poche fondé en 1975 à l’initiative de citoyens soutenus par la Bourgeoisie de Sion et par la Ville de Sion, désireux de donner une offre culturelle à la population sédunoise alors que le Théâtre de Valère était sur le point d’être fermé pendant 6 ans pour rénovations,.
L’histoire du Petithéâtre commence en 1974 sous l’impulsion de quatre personnes : Jacques de Torrenté, alors en fin de formation théâtrale, Jacques Guhl, l’un des fondateurs du Théâtre des Faux-Nez à Lausanne, Christian Holzer, président le Cercle des Manifestations artistiques sédunoises, et Franco Cibrario. Les instigateurs ambitionnent de toucher un public plus jeune et plus large que celui du Théâtre de Valère, en proposant des spectacles qui n’entrent pas nécessairement dans sa ligne.
Leur projet aboutit lors de l’ouverture du Petithéâtre de Sion, le 29 novembre 1975, alors situé au no 14 de la rue du Vieux-Collège. La structure est consacrée à des créations, tant théâtrales que musicales, ainsi qu’à des accueils de professionnels. Les affiches comporteront des noms tels que ceux de Bideau, Terzieff, Piéplu, et, pour la chanson, Mouloudji ou Enzo Enzo à ses débuts.
La salle de la rue du Vieux-Collège 14 s’avère pourtant, avec les années, peu adaptée au théâtre. À certains désagréments techniques s’ajoute la volonté du propriétaire initial de réinvestir ses locaux. En 1988, la Ville de Sion décide de quitter la Petite Chancellerie, alors vouée aux archives communales. Sur proposition de l’équipe du Petithéâtre, décision est prise d’y aménager une salle de spectacle. C’est ainsi que, le 26 septembre 1990, a lieu l’inauguration officielle de l’actuel Petithéâtre, au no 9 de la même rue du Vieux-Collège.
Christian Holzer en sera responsable pendant vingt ans, avec le concours, entre autres, de Jacques Guhl, Charles-Henri Boichat et Vérène Stieger. En 1990, il décide de s’extraire progressivement du Petithéâtre. C’est en 1996 que la gestion du lieu est reprise par un comité emmené par Christophe Daverio et Françoise Gugger, qui s’appuient sur des collaborateurs tels qu’Elisabeth Germanier, François Veuthey, José-Manuel Ruiz ou Alexandre Vogt.
Avec le temps, la subvention communale augmente et permet une professionnalisation progressive du fonctionnement. Cette nouvelle ère est marquée par une volonté prioritaire de création de spectacles.
En 2007, Michaël Abbet et José-Manuel Ruiz reprennent la direction du Petithéâtre de Sion. Dès la saison 2017-2018, Michaël Abbet assure seul la direction du lieu, entouré de plusieurs collaborateurs.
En 2020, la Ville de Sion décide de renforcer le pôle des arts de la scène en plaçant le Théâtre de Valère et le Petithéâtre de Sion dans les mains d’une seule et même équipe dont la direction a été confiée à Stefan Hort. Complémentaires et pourtant opposées depuis toujours, ces deux institutions travaillent désormais ensemble au cœur du projet Spot – Sion Pôle des théâtres.

## Direction artistique
Dès ses création, le Petithéâtre a choisi de donner une importance particulière à la création régionale. Ainsi, en 1975, Jacques Guhl mentionne que le Petithéâtre se doit d'être « un théâtre ouvert à tous (...) et alimenté par des productions de Valaisans essentiellement. Cela ne veut pas dire que l'on ne recevra pas des artistes d'autres cantons ou de l'étranger, de temps à autre. »
En 2019, la direction artistique assurée par Michaël Abbet continue à privilégier la création valaisanne et romande. Parmi elle, citons par exemple les metteur en scène, auteurs et comédiens romands suivants : Fred Mudry, Pierre Mifsud, Georges Gribc, José Lillo, Julien Mages, Christian Geffroy-Schlittler, Dorian Rossel, Coline Ladetto, Genviève Guhl, Olivia Seigne, Pascal Viglino, Stefan Hort, Mali Van Valenberg, Alain Mudry, Christian Cordonier, René-Claude Émery, Mathieu Bessero-Belti, Pauline Epiney, etc.
Si le Petithéâtre de Sion est bien ancré dans le territoire valaisan, son rayonnement dépasse les frontières cantonales et se fait remarquer dans le paysage romand, comme en témoigne le journaliste culturel Thierry Sartoretti :

« On y trouve les meilleures créations valaisannes et romandes. Y débarquent en primeur des artistes acclamés au Festival dʹAvignon ou au FAR: Joël Maillard et son formidable "Sans Effort" ou encore Romain Daroles avec "Vita Nova". Comment marche ce miracle ? »

— Thierry Sartoretti, Émission Vertigo du 19.09.2019, RTS - La 1ère.